# Llista de banderes municipals d'Alemanya
Aquesta és una llista de les banderes municipals d'Alemanya. La majoria dels municipis alemanys tenen banderes úniques i, igual que les dels seus estats corresponents, la majoria són bicolors o tricolors, amb o sense escut d'armes. Les banderes es mostres agrupades per estat o Bundesländer (estats de la federació).
A finals de 2023 Alemanya té 10.775 municipis. Degut a l'elevat nombre de municipis, aquesta llista només mostra les banderes dels municipis amb més de 20.000 habitants (a 31 de desembre de 2022).

## Baden-Württemberg

Aalen
Achern
Albstadt
Backnang
Bad Krozingen
Bad Mergentheim
Bad Rappenau
Bad Waldsee
Baden-Baden
Balingen
Biberach an der Riß
Bietigheim-Bissingen
Böblingen
Bretten
Bruchsal
Bühl
Calw
Constança
Crailsheim
Ditzingen
Donaueschingen
Ehingen
Eislingen/Fils
Ellwangen}}
Emmendingen
Eppingen
Esslingen am Neckar
Ettlingen
Fellbach
Filderstadt
Friburg de Brisgòvia
Freudenstadt
Friedrichshafen
Gaggenau
Geislingen an der Steige
Giengen an der Brenz
Göppingen
Heidelberg
Heidenheim an der Brenz
Heilbronn
Herrenberg
Hockenheim
Horb am Neckar
Karlsruhe
Kehl
Kirchheim unter Teck
Kornwestheim
Lahr/Schwarzwald
Laupheim
Leimen
Leinfelden-Echterdingen
Leonberg
Leutkirch im Allgäu
Lörrach
Ludwigsburg
Mannheim
Metzingen
Mosbach
Mössingen
Mühlacker
Nagold
Neckarsulm
Nürtingen
Oberkirch
Offenburg
Öhringen
Ostfildern
Pforzheim
Radolfzell am Bodensee
Rastatt
Ravensburg
Remseck am Neckar
Reutlingen
Rheinfelden
Rheinstetten
Rottenburg am Neckar
Rottweil
Schopfheim
Schorndorf
Schramberg
Schwäbisch Gmünd
Schwäbisch Hall
Schwetzingen
Sindelfingen
Singen
Sinsheim
Stutensee
Stuttgart
Tettnang
Tübingen
Tuttlingen
Überlingen
Ulm
Vaihingen an der Enz
Villingen-Schwenningen
Waghäusel
Waiblingen
Waldkirch
Waldshut-Tiengen
Wangen im Allgäu
Weil am Rhein
Weingarten
Weinheim
Weinstadt
Wertheim am Main
Wiesloch
Winnenden

## Baixa Saxònia

Achim
Aurich
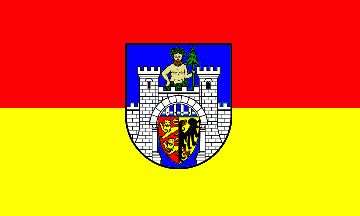
Bad Harzburg
Bad Zwischenahn
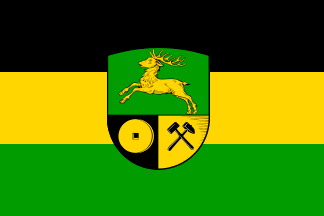
Barsinghausen
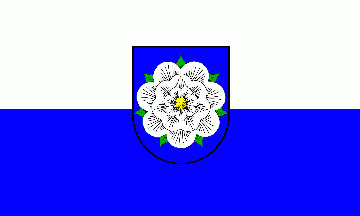
Bramsche
Braunschweig
Buchholz in der Nordheide
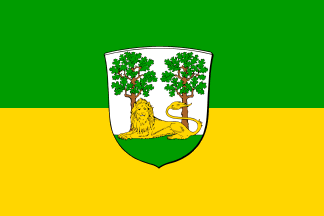
Burgdorf
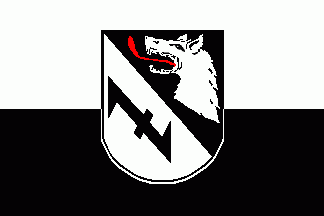
Burgwedel
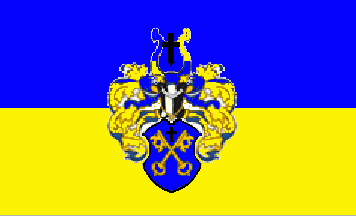
Buxtehude
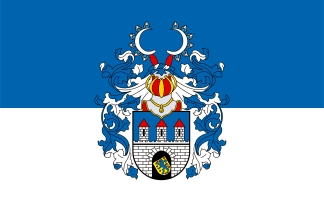
Celle
Cloppenburg
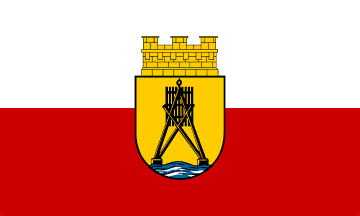
Cuxhaven
Delmenhorst
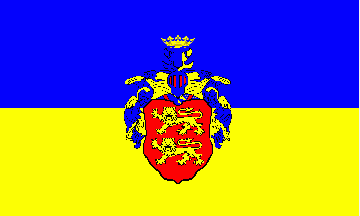
Duderstadt
Edewecht
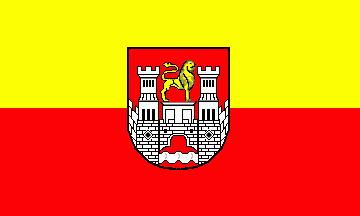
Einbeck
Emden
Friesoythe
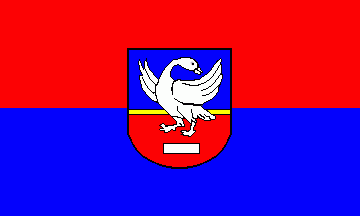
Ganderkesee
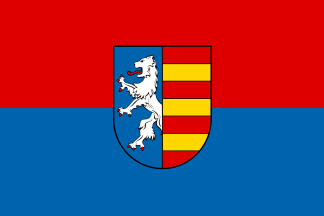
Garbsen
Geestland
Georgsmarienhütte
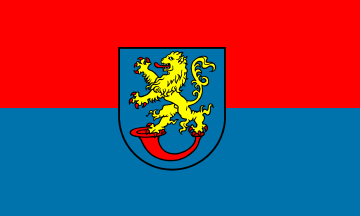
Gifhorn
Goslar
Göttingen
Hamelen
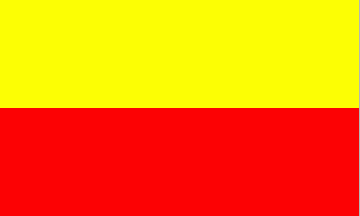
Hannoversch Münden
Hannover
Haren
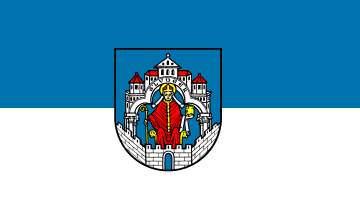
Helmstedt
Hildesheim
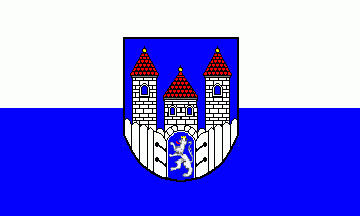
Holzminden
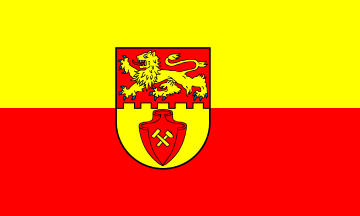
Ilsede
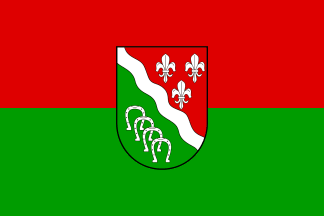
Isernhagen
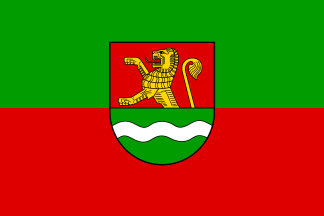
Laatzen
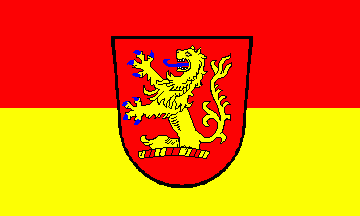
Langenhagen
Leer
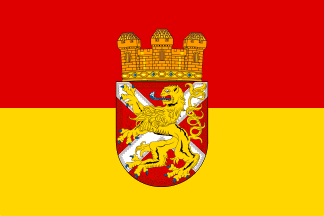
Lehrte
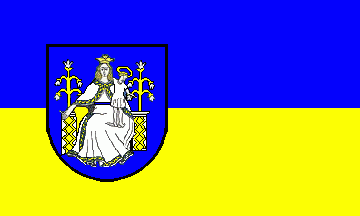
Lilienthal
Lohne
Lüneburg
Melle
Meppen
Moormerland
Neu Wulmstorf
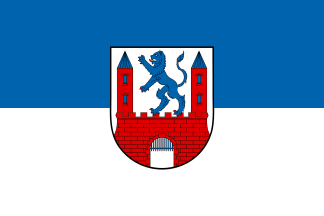
Neustadt am Rübenberge
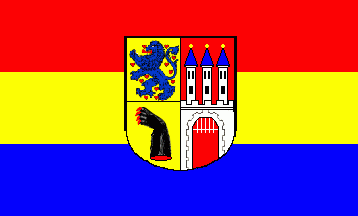
Nienburg/Weser
Norden
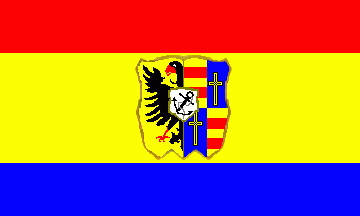
Nordenham
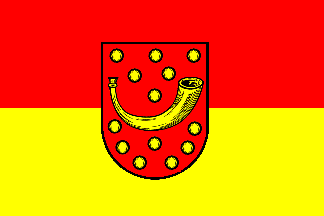
Nordhorn
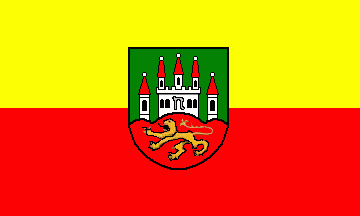
Northeim]]
Oldenburg
Osnabrück
Osterholz-Scharmbeck
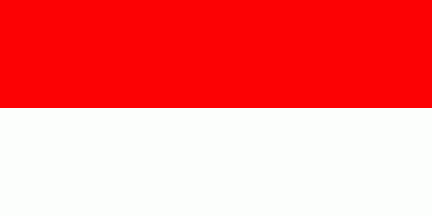
Osterode am Harz
Papenburg
Rastede
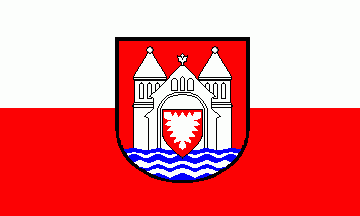
Rinteln
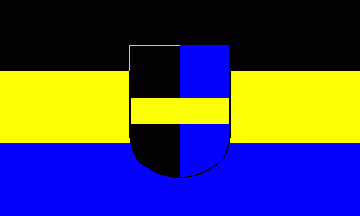
Ronnenberg
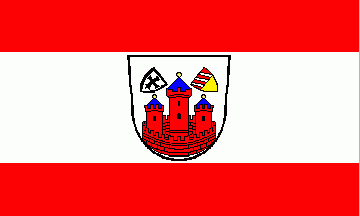
Rotenburg
Salzgitter
Schortens
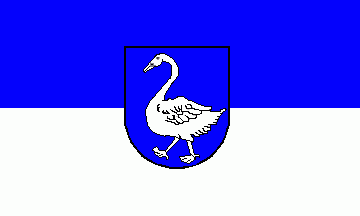
Schwanewede
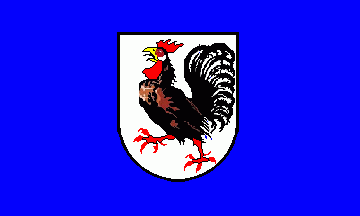
Seelze
Seevetal
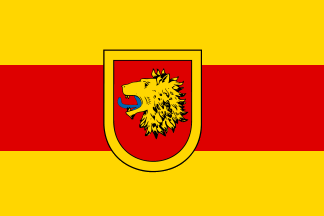
Sehnde
Soltau
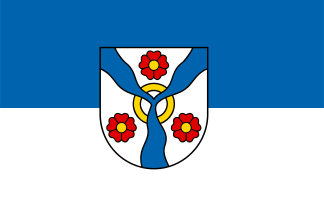
Springe
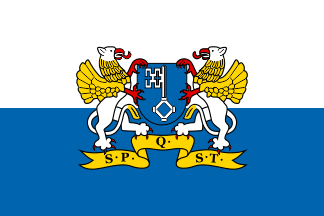
Stade
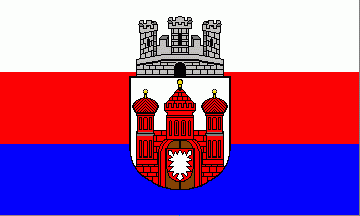
Stadthagen
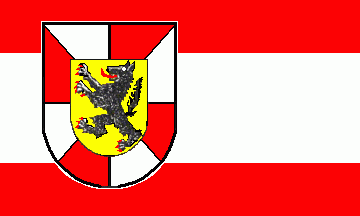
Stuhr
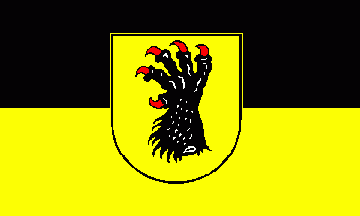
Syke
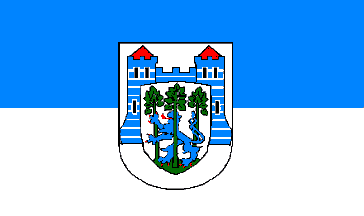
Uelzen
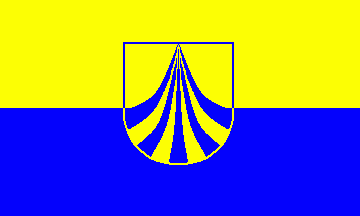
Uetze
Varel
Vechta
Verden
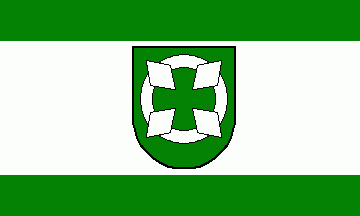
Wallenhorst
Walsrode
Wedemark
Westerstede
Westoverledingen
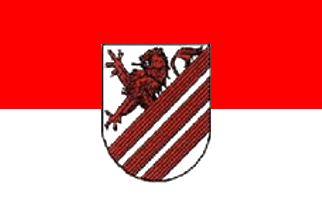
Weyhe
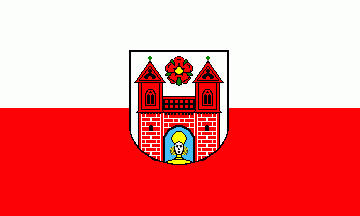
Wildeshausen
Wilhelmshaven
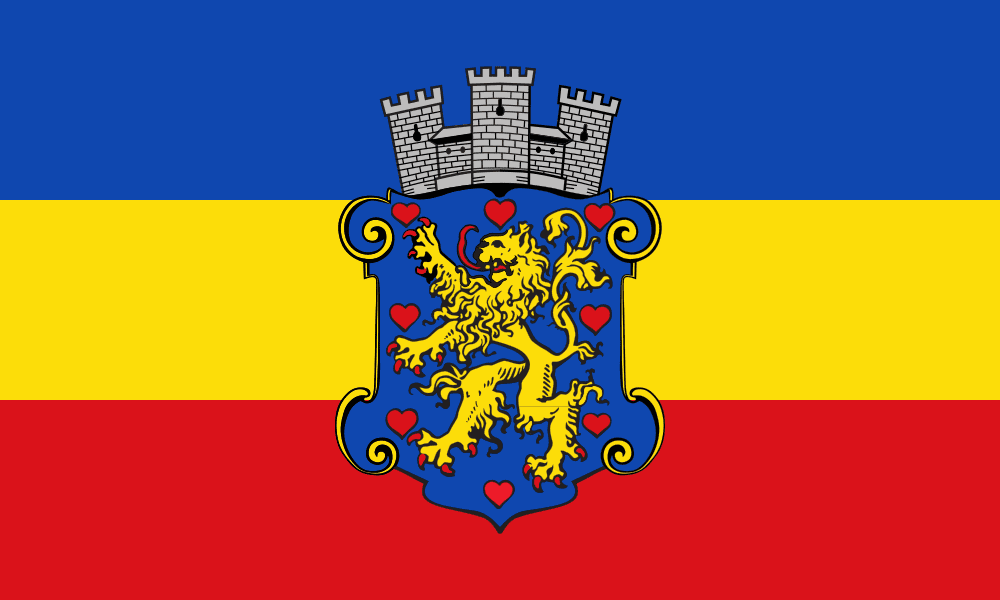
Winsen (Luhe)
Wittmund
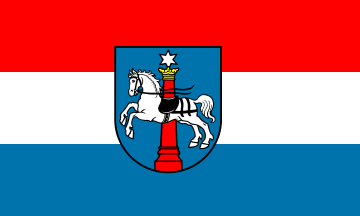
Wolfenbüttel
Wolfsburg
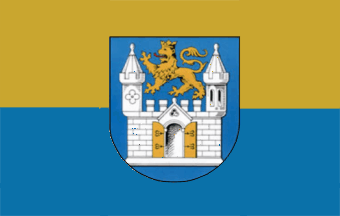
Wunstorf

## Baviera

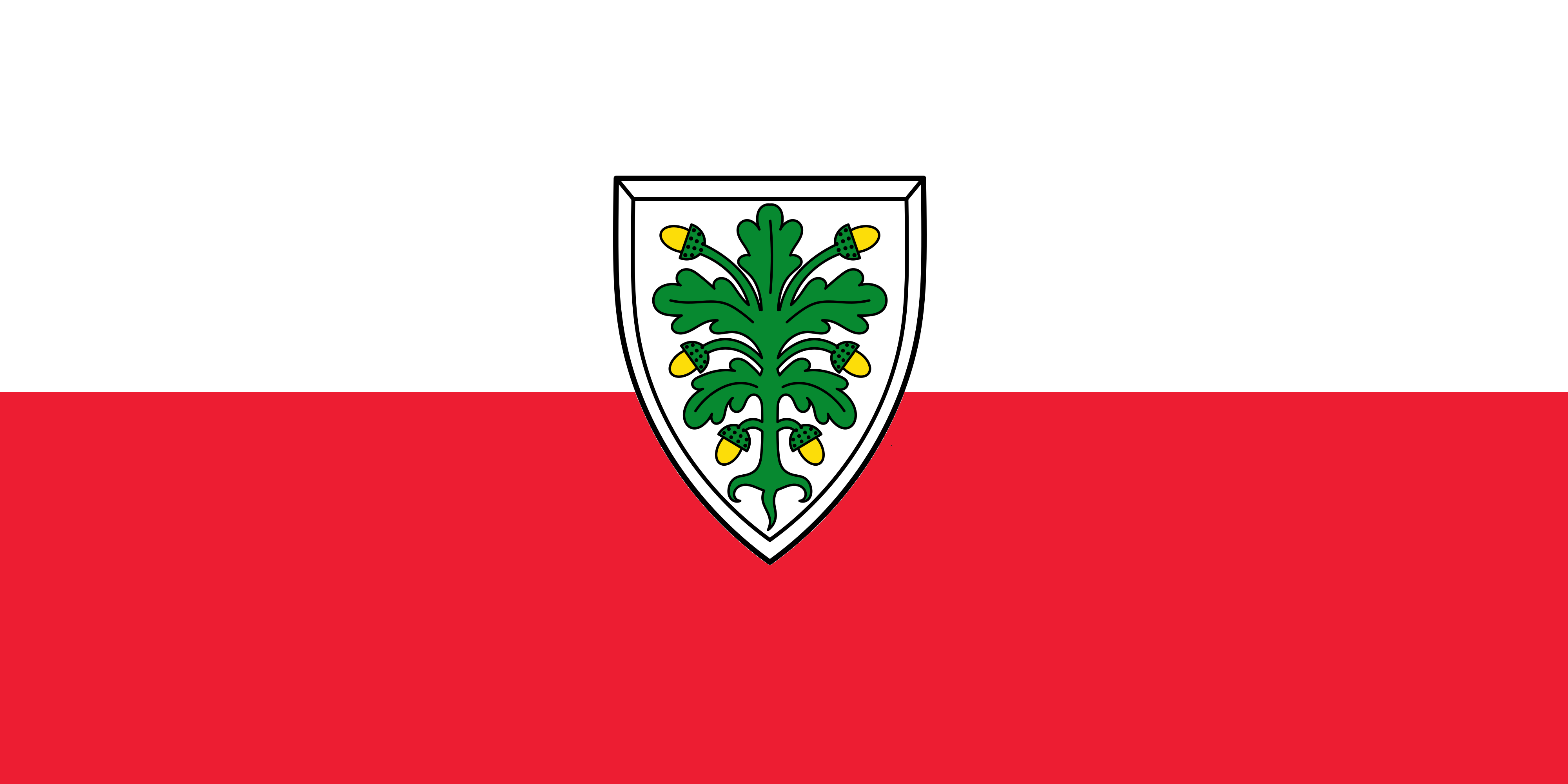
Aichach
Amberg
Ansbach
Aschaffenburg
Augsburg
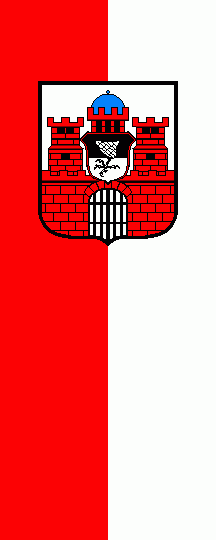
Bad Kissingen
Bamberg
Bayreuth
Coburg
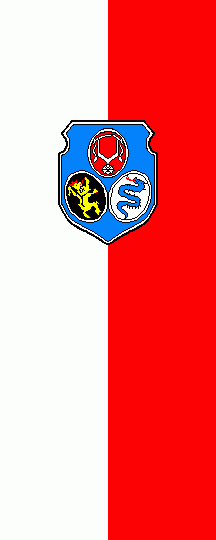
Dachau
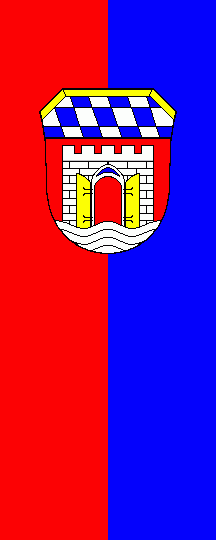
Deggendorf
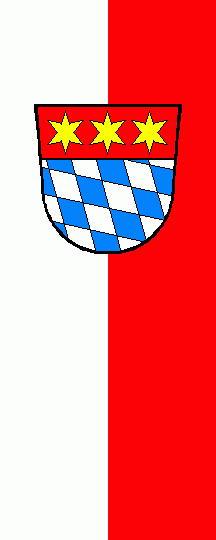
Dingolfing
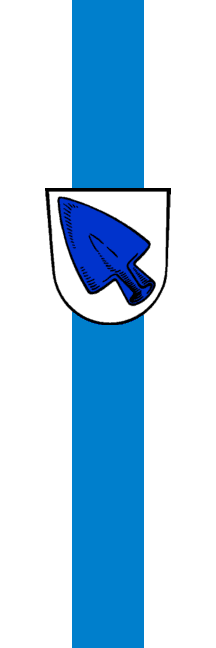
Erding
Erlangen
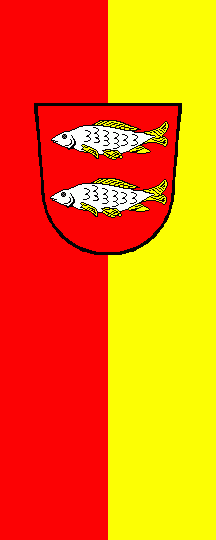
Forchheim
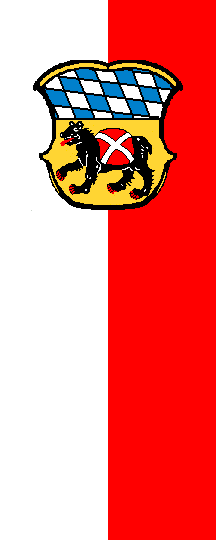
Freising
Friedberg
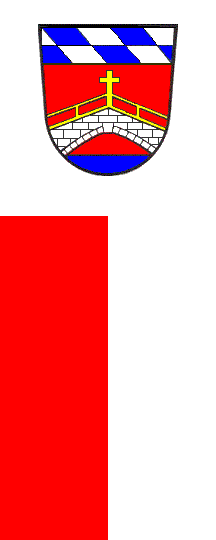
Fürstenfeldbruck
Fürth
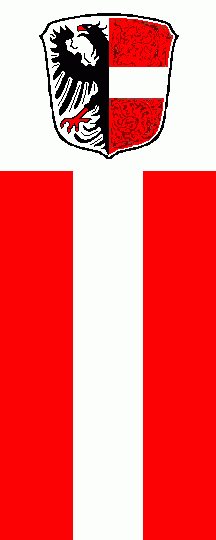
Garmisch-Partenkirchen
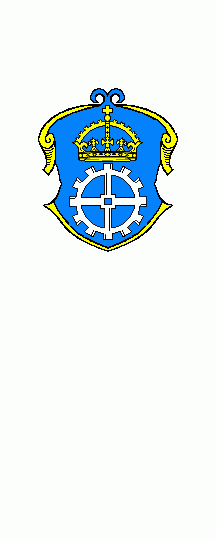
Gauting
Geretsried
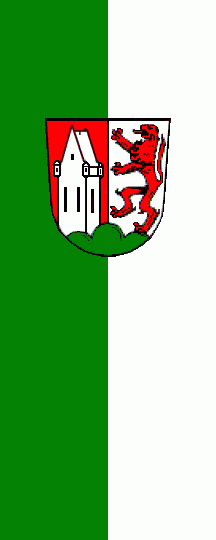
Germering
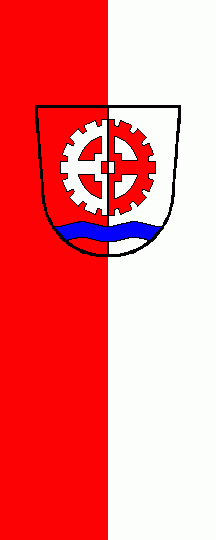
Gersthofen
Günzburg
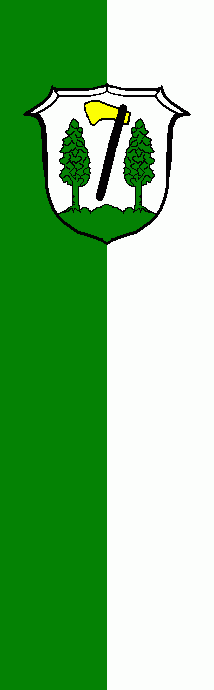
Haar
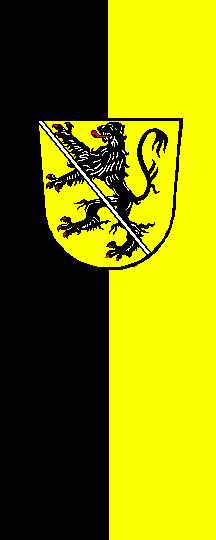
Herzogenaurach
Hof
Ingolstadt
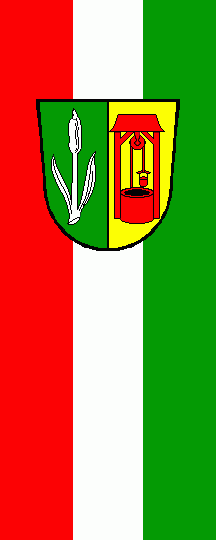
Karlsfeld
Kaufbeuren
Kempten
Kitzingen
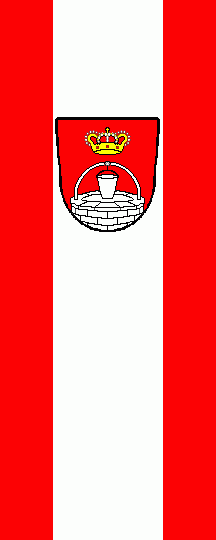
Königsbrunn
Kulmbach
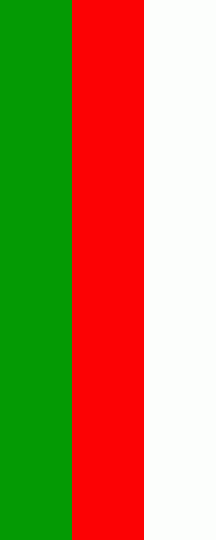
Landsberg am Lech
Landshut
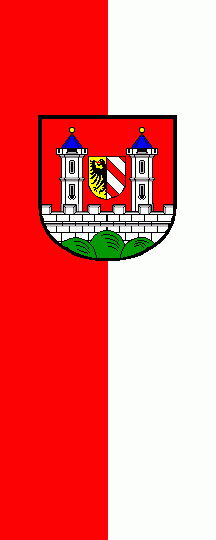
Lauf an der Pegnitz
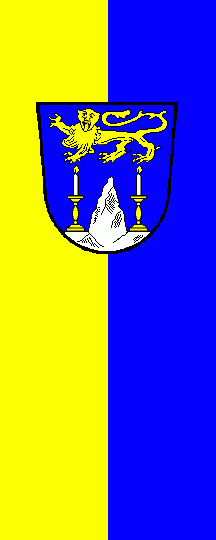
Lichtenfels
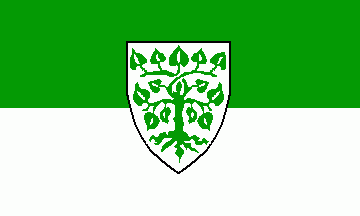
Lindau
Memmingen
Múnic
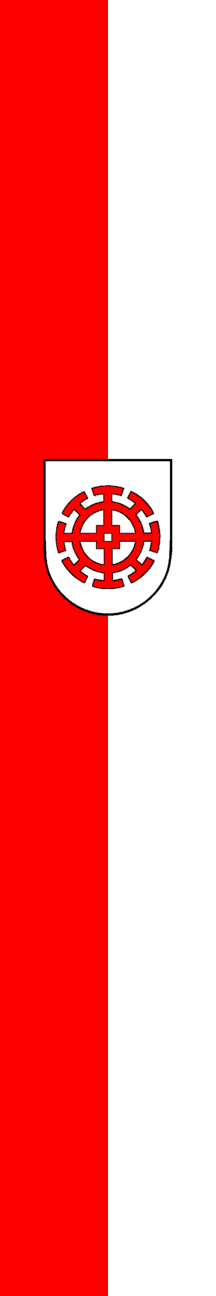
Mühldorf am Inn
Neu-Ulm
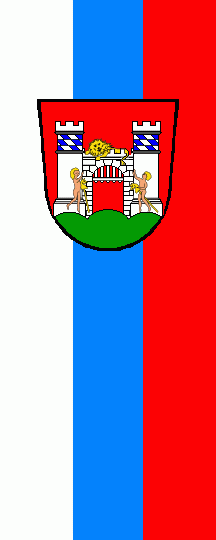
Neuburg an der Donau
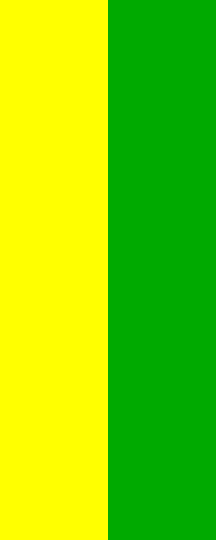
Neufahrn bei Freising
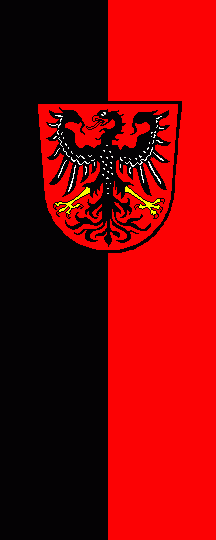
Neumarkt in der Oberpfalz
Neurenberg
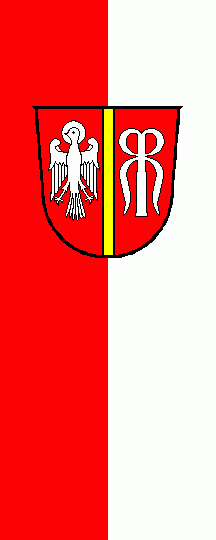
Neusäß
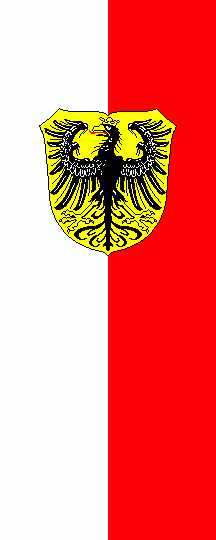
Nördlingen
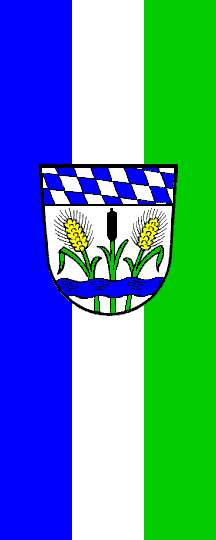
Olching
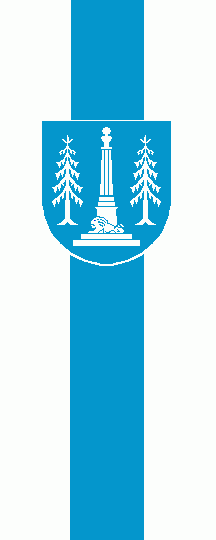
Ottobrunn
Passau
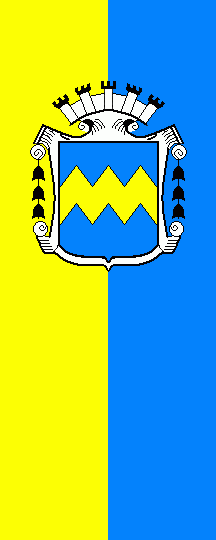
Pfaffenhofen an der Ilm
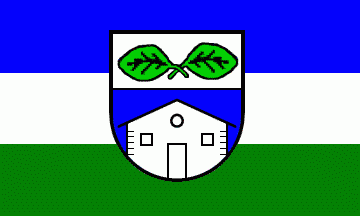
Puchheim
Ratisbona
Rosenheim
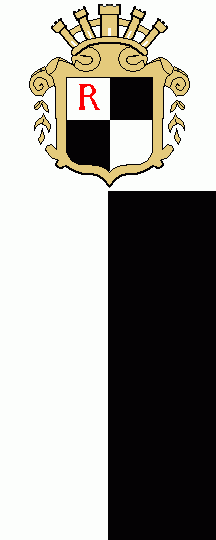
Roth
Schwabach
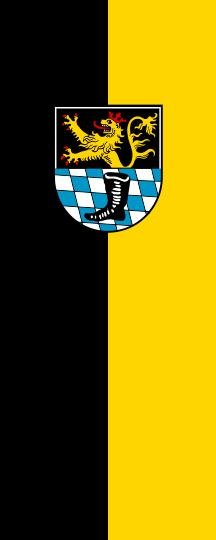
Schwandorf
Schweinfurt
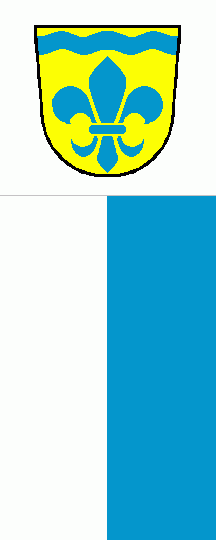
Senden
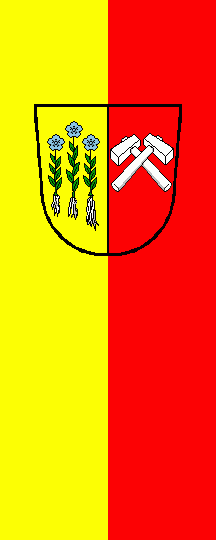
Sonthofen
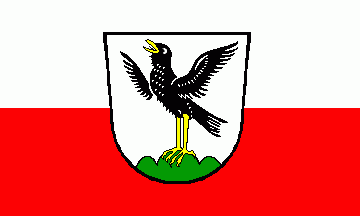
Starnberg
Straubing
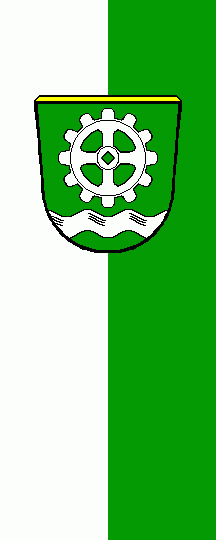
Traunreut
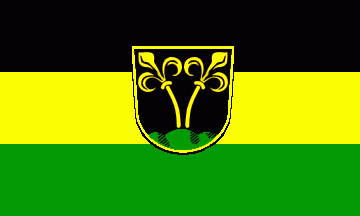
Traunstein
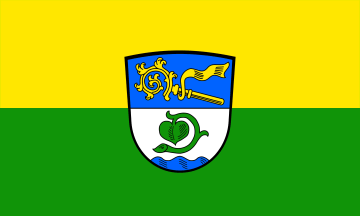
Unterhaching
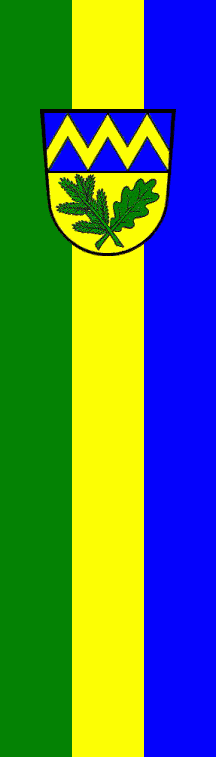
Unterschleißheim
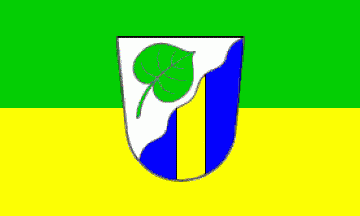
Vaterstetten
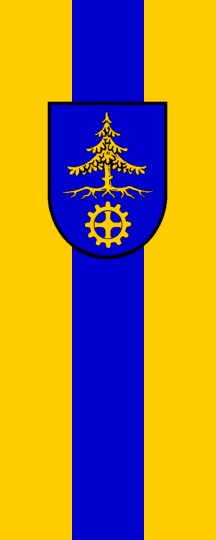
Waldkraiburg
Weiden in der Oberpfalz
Weilheim in Oberbayern
Würzburg
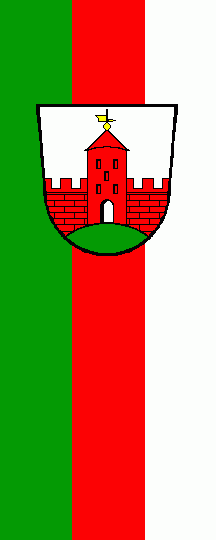
Zirndorf

## Berlin

Berlin

## Brandenburg

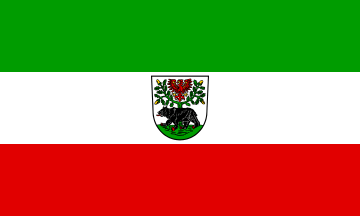
Bernau bei Berlin
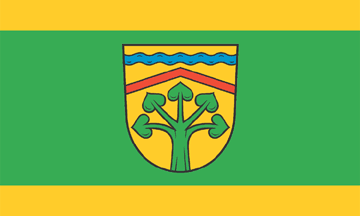
Blankenfelde-Mahlow
Brandenburg an der Havel
Cottbus
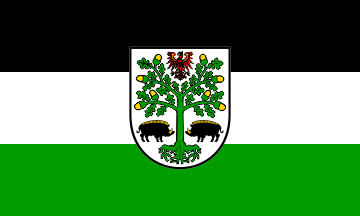
Eberswalde
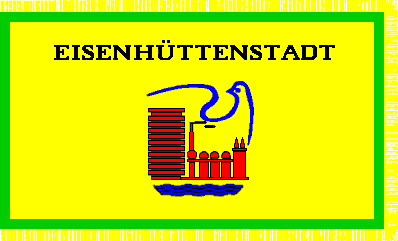
Eisenhüttenstadt
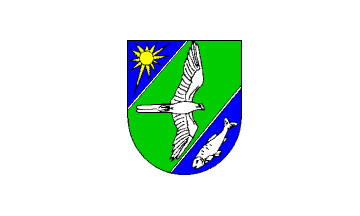
Falkensee
Frankfurt de l'Oder
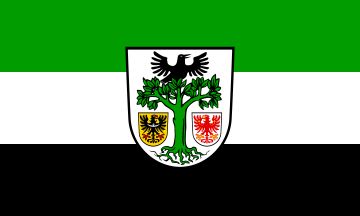
Fürstenwalde/Spree
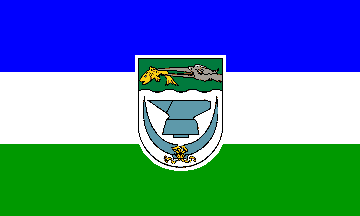
Hennigsdorf
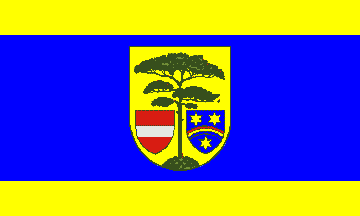
Hohen Neuendorf
Kleinmachnow
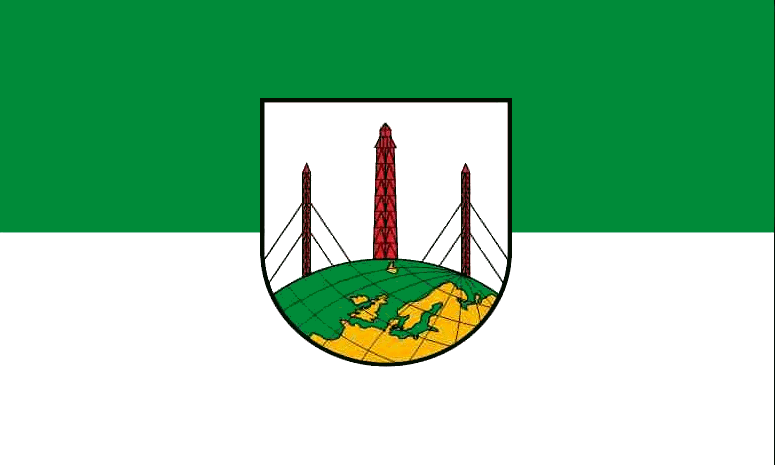
Königs Wusterhausen
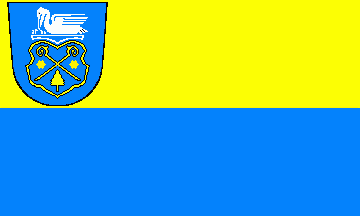
Luckenwalde
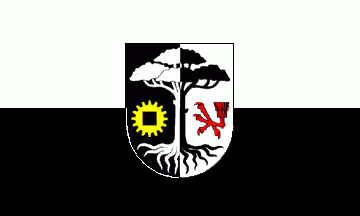
Ludwigsfelde
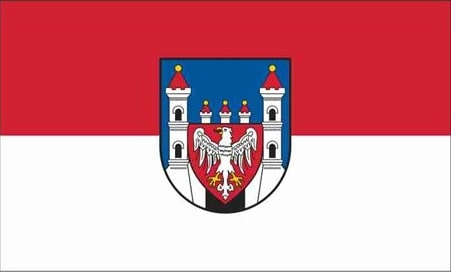
Neuruppin
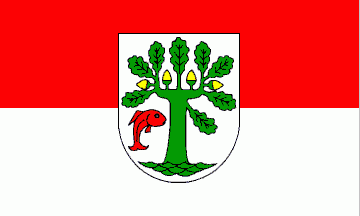
Oranienburg
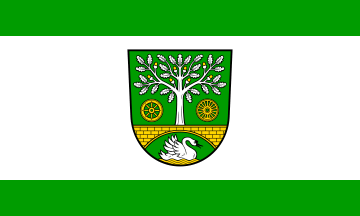
Panketal
Potsdam
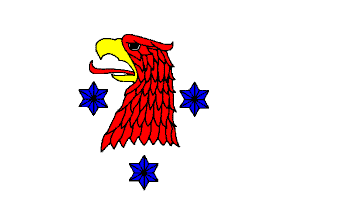
Rathenow
Schwedt/Oder
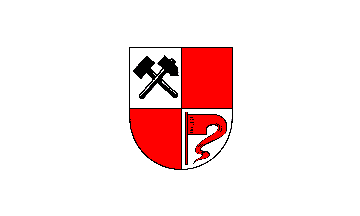
Senftenberg
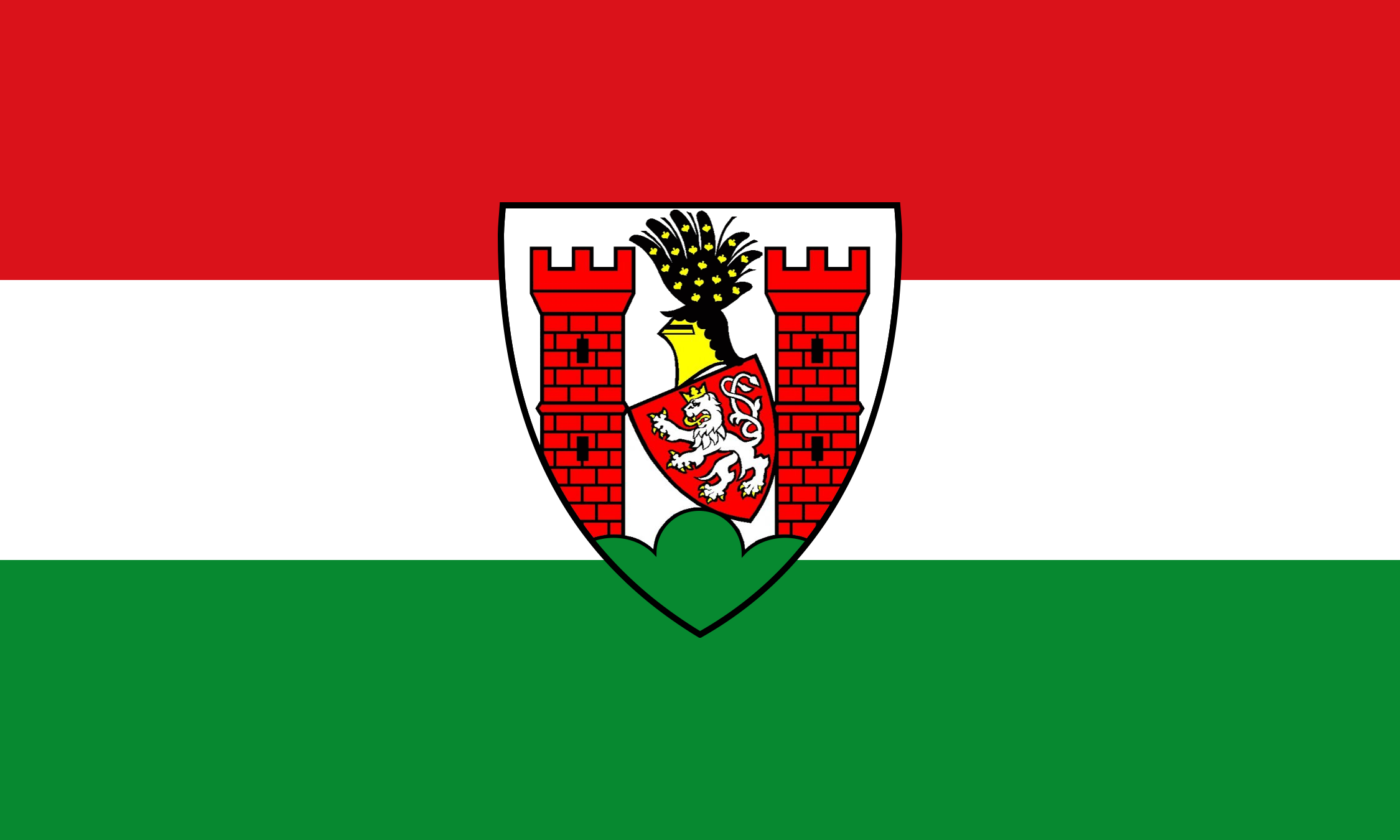
Spremberg
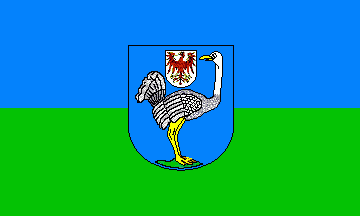
Strausberg
Teltow
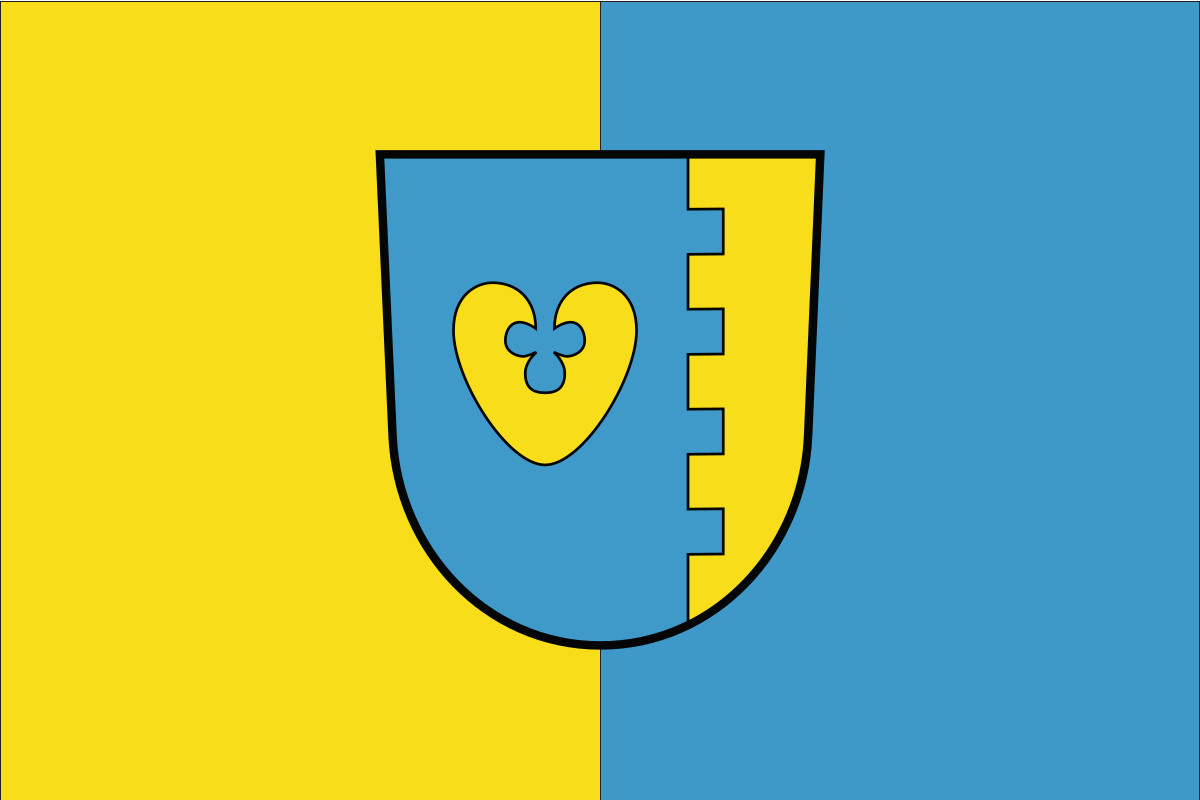
Wandlitz
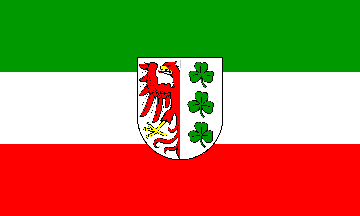
Werder
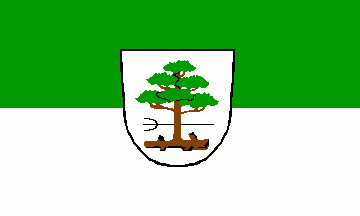
Zossen

## Bremen

Bremen
Bremerhaven

## Hamburg

Hamburg

## Hessen

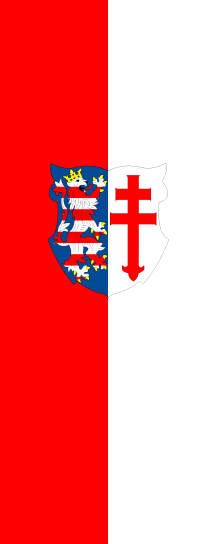
Bad Hersfeld
Bad Homburg vor der Höhe
Bad Nauheim
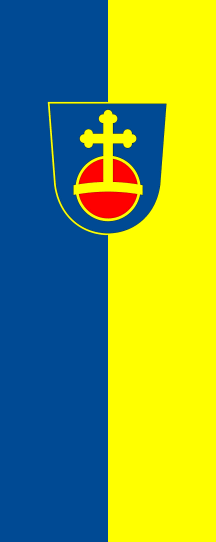
Bad Soden am Taunus
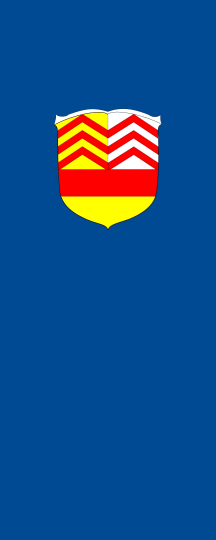
Bad Vilbel
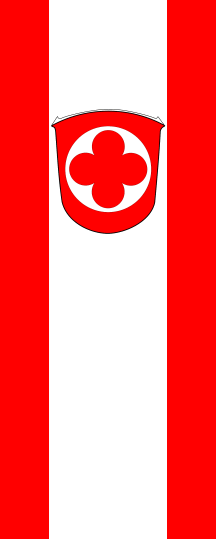
Baunatal
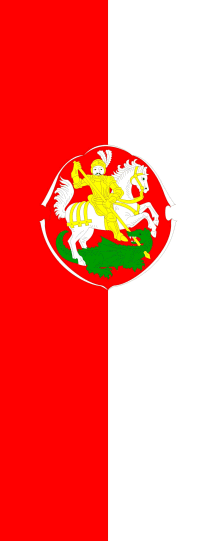
Bensheim
Bruchköbel
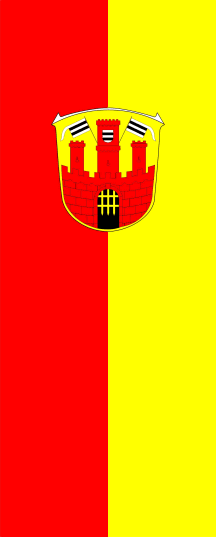
Büdingen
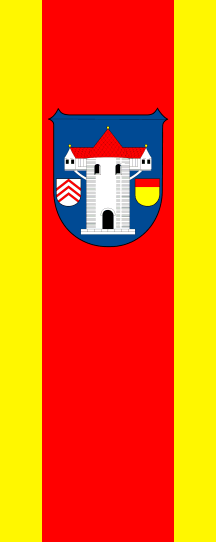
Butzbach
Darmstadt
Dietzenbach
Dillenburg
Dreieich
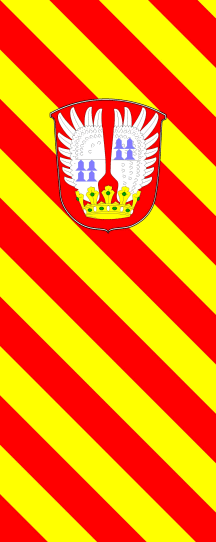
Eschborn
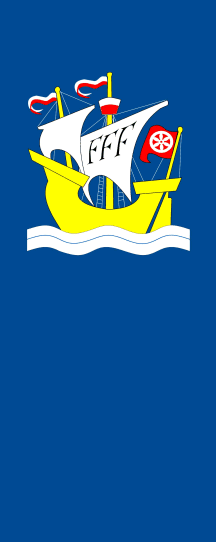
Flörsheim am Main
Frankfurt am Main
Friedberg
Friedrichsdorf
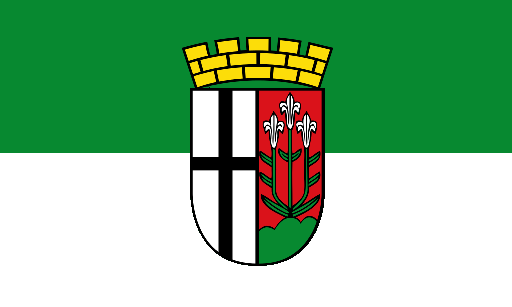
Fulda
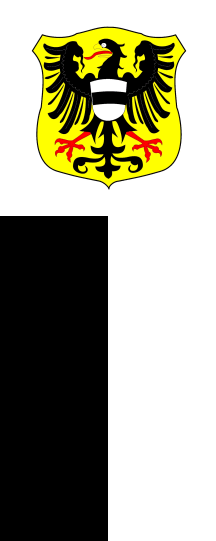
Gelnhausen
Gießen
Griesheim
Groß-Gerau
Groß-Umstadt
Hanau
Hattersheim am Main
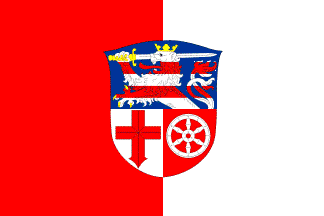
Heppenheim
Herborn
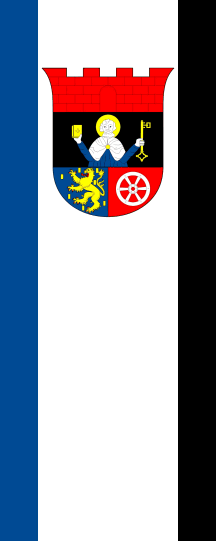
Hofheim am Taunus
Idstein
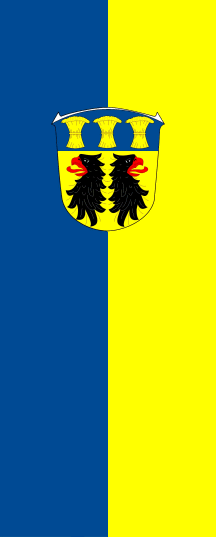
Karben
Kassel
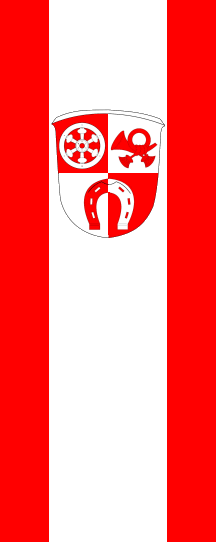
Kelkheim
Korbach
Lampertheim
Langen
Limburg an der Lahn
Maintal
Marburg
Mörfelden-Walldorf
Mühlheim am Main
Neu-Isenburg
Nidderau
Obertshausen
Oberursel
Offenbach am Main
Pfungstadt
Riedstadt
Rödermark
Rodgau
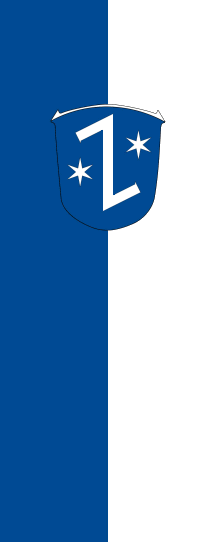
Rüsselsheim am Main
Seligenstadt
Stadtallendorf
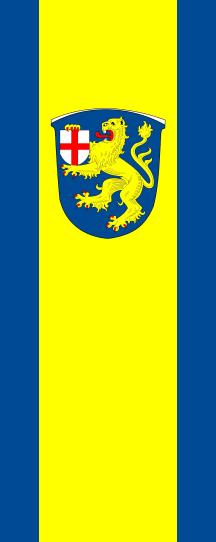
Taunusstein
Viernheim
Weiterstadt
Wetzlar
Wiesbaden

## Mecklenburg-Pomerània Occidental

Greifswald
Güstrow
Neubrandenburg
Neustrelitz
Rostock
Schwerin
Stralsund
Waren
Wismar

## Renània-Palatinat

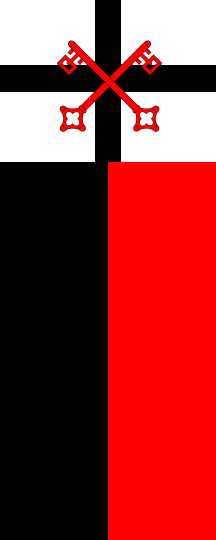
Andernach
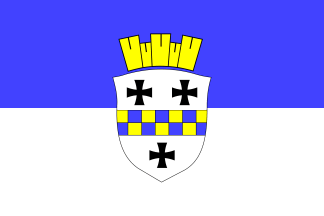
Bad Kreuznach
Bad Neuenahr-Ahrweiler
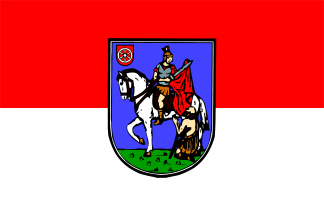
Bingen am Rhein
Coblença
Frankenthal
Germersheim
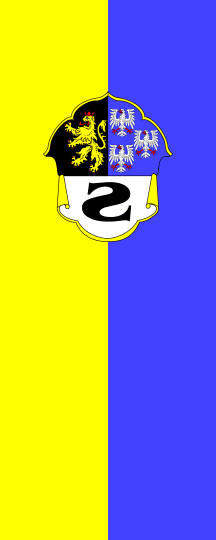
Haßloch
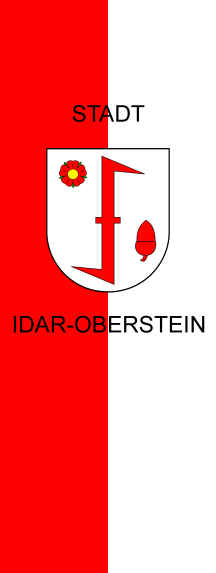
Idar-Oberstein
Ingelheim am Rhein
Kaiserslautern
Landau in der Pfalz
Ludwigshafen am Rhein
Mainz
Neustadt an der Weinstraße
Neuwied
Pirmasens
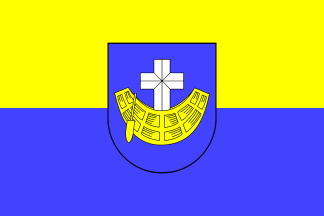
Schifferstadt
Speyer
Trier
Worms
Zweibrücken

## Rin del Nord-Westfàlia

Ahaus
Ahlen
Aken
Alfter
Alsdorf
Arnsberg
Attendorn
Bad Honnef
Bad Oeynhausen
Bad Salzuflen
Baesweiler
Beckum
Bedburg
Bergheim
Bergisch Gladbach
Bergkamen
Bielefeld
Bocholt
Bochum
Bonn
Borken
Bornheim
Bottrop
Brilon
Brühl
Bünde
Büren
Castrop-Rauxel
Coesfeld
Datteln
Delbrück
Detmold
Dinslaken
Dormagen
Dorsten
Dortmund
Duisburg
Dülmen
Düren
Düsseldorf
Elsdorf
Emmerik
Emsdetten
Enger
Ennepetal
Erftstadt
Erkelenz
Erkrath
Eschweiler
Espelkamp
Essen
Euskirchen
Frechen
Fröndenberg
Geilenkirchen
Geldern
Gelsenkirchen
Geseke
Gevelsberg
Gladbeck
Goch
Greven
Grevenbroich
Gronau
Gummersbach
Gütersloh
Haan
Hagen
Halle
Haltern am See
Hamm
Hamminkeln
Harsewinkel
Hattingen
Heiligenhaus
Heinsberg
Hemer
Hennef
Herdecke
Herford
Herne
Herten
Herzogenrath
Hilden
Hörstel
Höxter
Hückelhoven
Hürth
Ibbenbüren
Iserlohn
Jüchen
Jülich
Kaarst
Kamen
Kamp-Lintfort
Kempen
Kerpen
Keulen
Kevelaer
Kleef
Königswinter
Korschenbroich
Krefeld
Kreuztal
Kürten
Lage
Langenfeld
Leichlingen
Lemgo
Lengerich
Lennestadt
Leverkusen
Lindlar
Lippstadt
Lohmar
Löhne
Lübbecke
Lüdenscheid
Lüdinghausen
Lünen}
Marl
Mechernich
Meckenheim
Meerbusch
Meinerzhagen
Menden (Sauerland)
Meschede
Mettmann
Minden
Moers
Mönchengladbach
Monheim am Rhein
Mülheim an der Ruhr
Münster
Netphen
Nettetal
Neukirchen-Vluyn
Neunkirchen-Seelscheid
Neuss
Niederkassel
Oberhausen
Ochtrup
Oelde
Oer-Erkenschwick
Olpe
Overath
Paderborn
Petershagen
Plettenberg
Porta Westfalica
Pulheim
Radevormwald
Ratingen
Recklinghausen
Rees
Remscheid
Rheda-Wiedenbrück
Rheinbach
Rheinberg
Rheine
Rietberg
Rösrath
Salzkotten
Sankt Augustin
Schloß Holte-Stukenbrock
Schmallenberg
Schwelm
Schwerte
Selm
Senden
Siegburg
Siegen
Soest
Solingen
Sprockhövel
Stadtlohn
Steinfurt
Steinhagen
Stolberg
Sundern
Telgte
Tönisvorst
Troisdorf
Übach-Palenberg
Unna
Velbert
Verl
Versmold
Viersen
Voerde
Vreden
Wachtberg
Waltrop
Warburg
Warendorf
Warstein
Wegberg
Werl
Wermelskirchen
Werne
Wesseling
Wetter)
Wezel
Wiehl
Willich
Wipperfürth
Witten
Wülfrath
Wuppertal
Würselen
Xanten
Zülpich

## Saarland

Blieskastel
Homburg
Merzig
Neunkirchen
Saarbrücken
Saarlouis
Sankt Ingbert
St. Wendel
Völklingen

## Saxònia

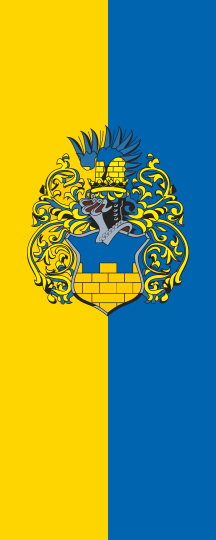
Bautzen
Chemnitz
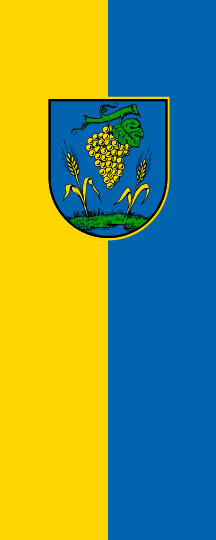
Coswig
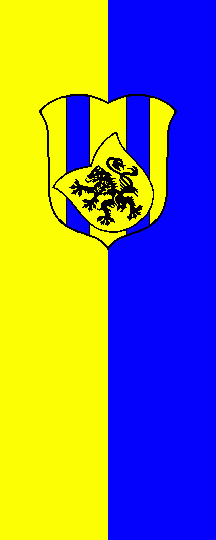
Delitzsch
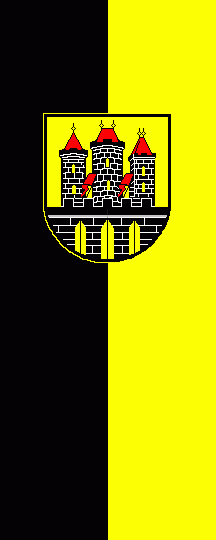
Döbeln
Dresden
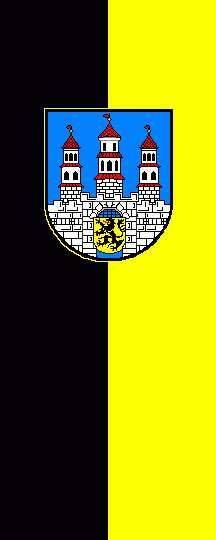
Freiberg
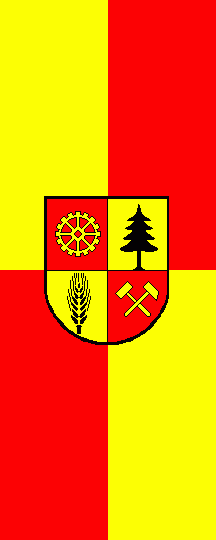
Freital
Glauchau
Görlitz
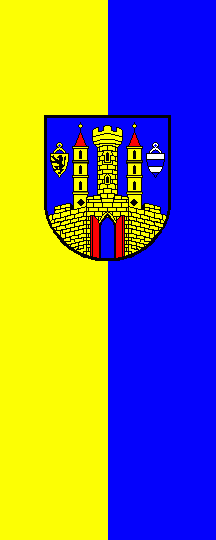
Grimma
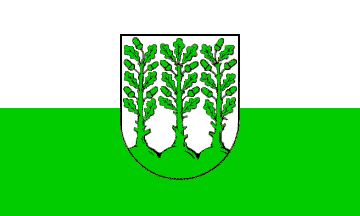
Hoyerswerda
Leipzig
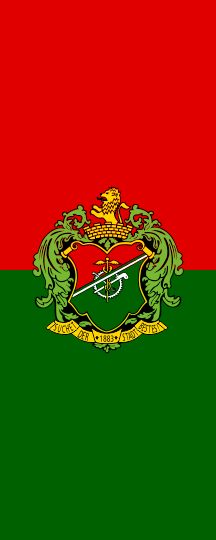
Limbach-Oberfrohna
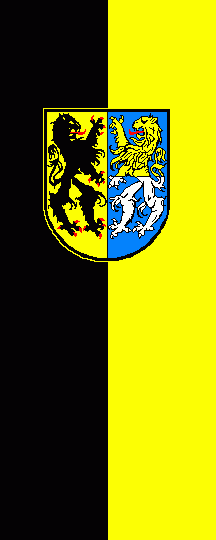
Markkleeberg
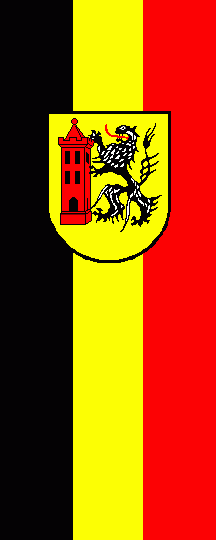
Meißen
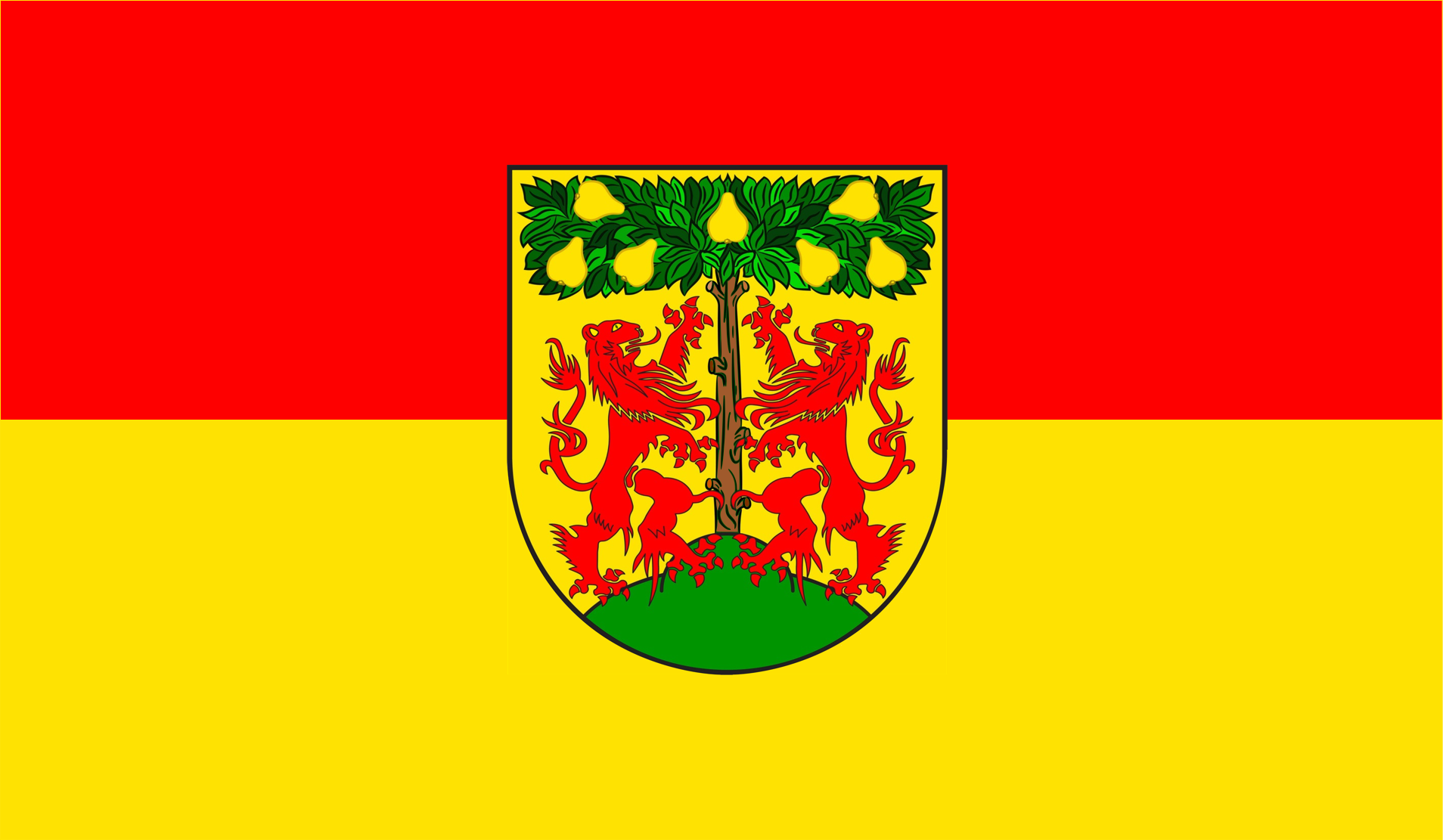
Pirna
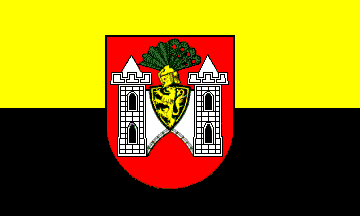
Plauen
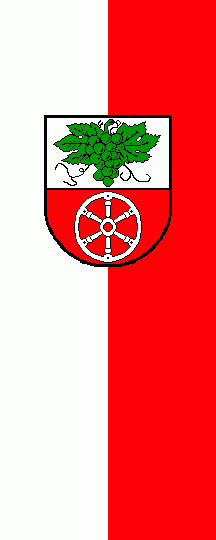
Radebeul
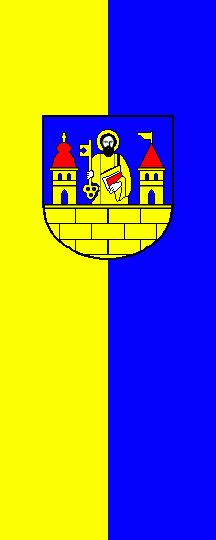
Reichenbach im Vogtland
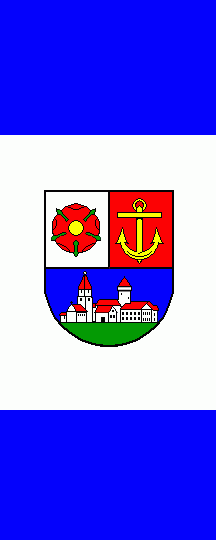
Riesa
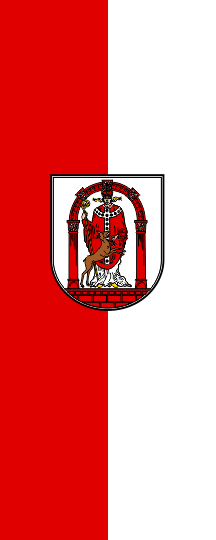
Werdau
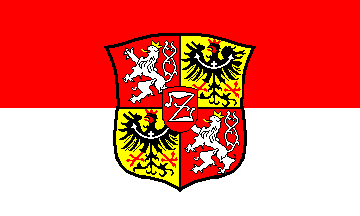
Zittau
Zwickau

## Saxònia-Anhalt

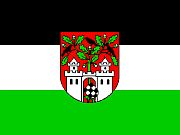
Aschersleben
Bernburg
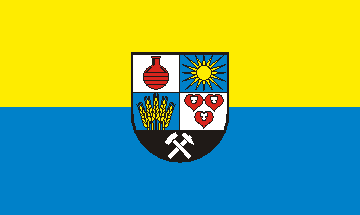
Bitterfeld-Wolfen
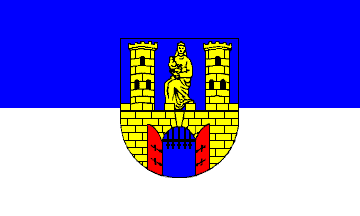
Burg bei Magdeburg
Dessau-Roßlau
Eisleben
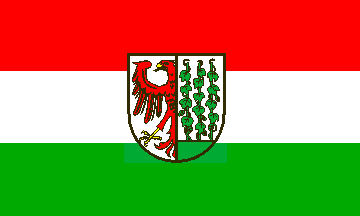
Gardelegen
Halberstadt
Halle
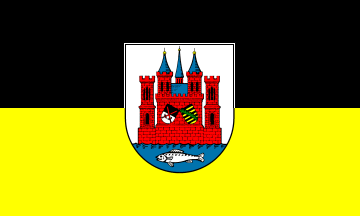
Lutherstadt Wittenberg
Maagdenburg
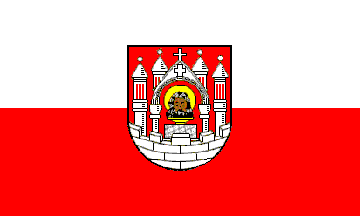
Merseburg
Naumburg
Quedlinburg
Salzwedel
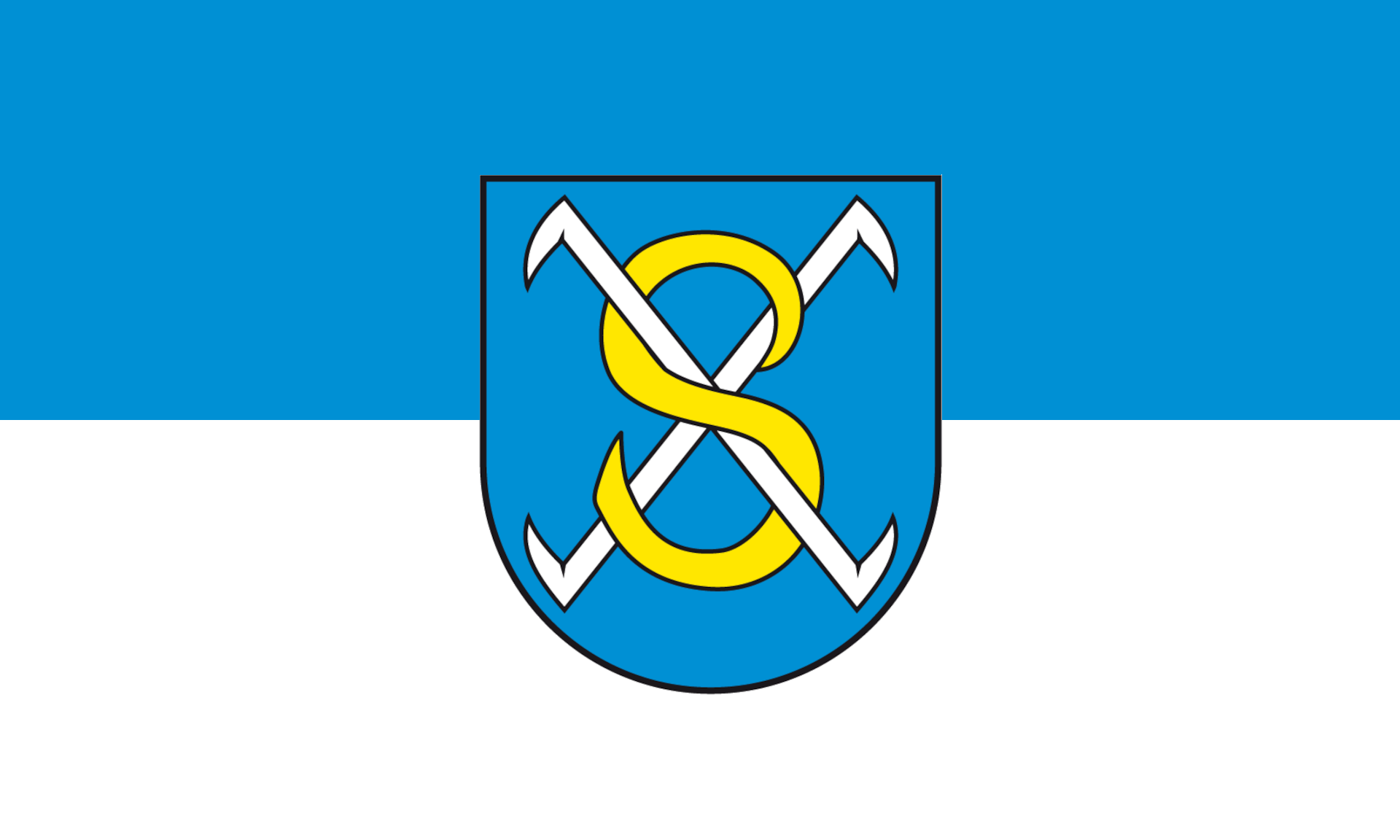
Sangerhausen
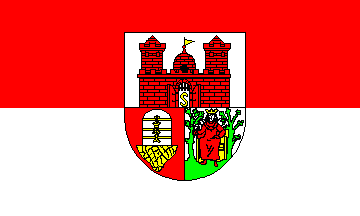
Schönebeck
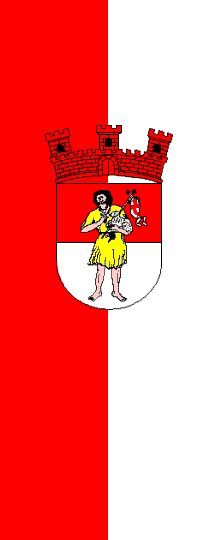
Staßfurt
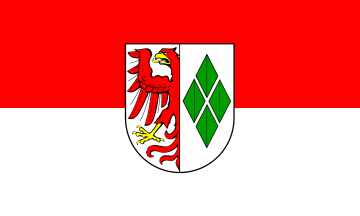
Stendal
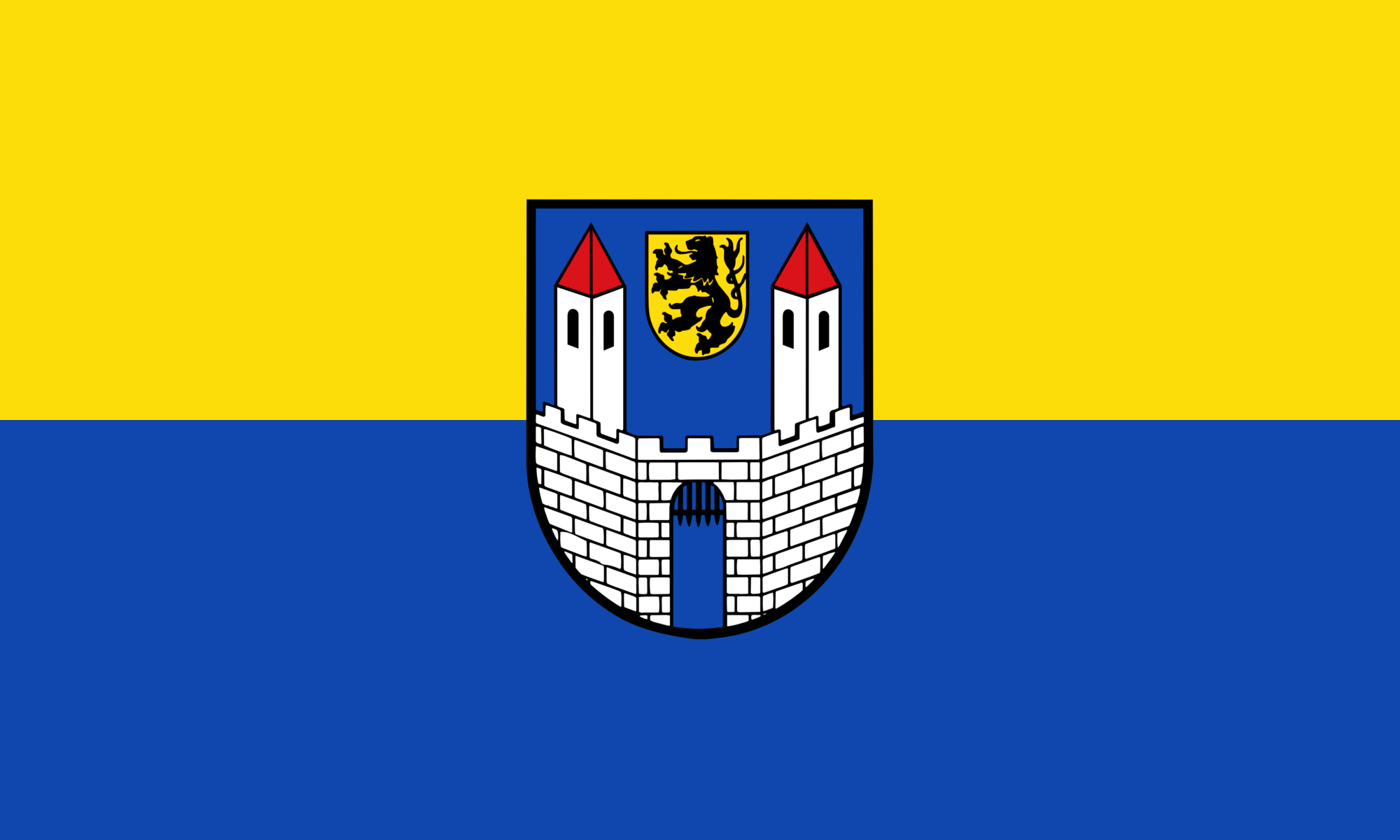
Weißenfels
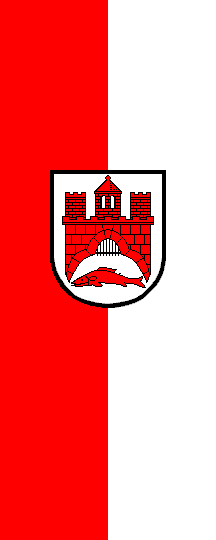
Wernigerode
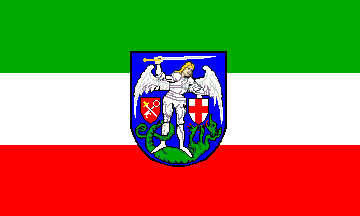
Zeitz
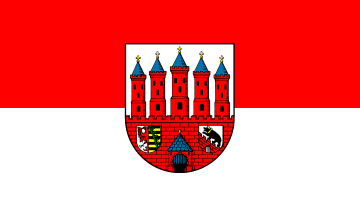
Zerbst

## Slesvig-Holstein

Ahrensburg
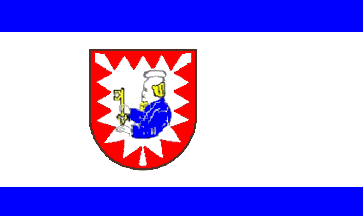
Bad Oldesloe
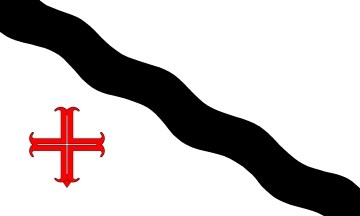
Bad Schwartau
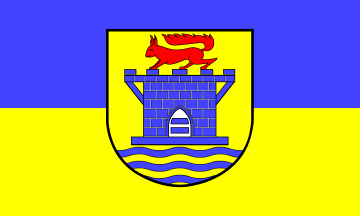
Eckernförde
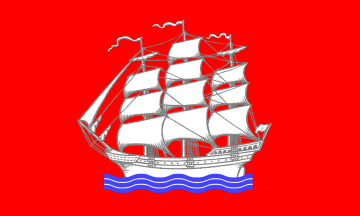
Elmshorn
Flensburg
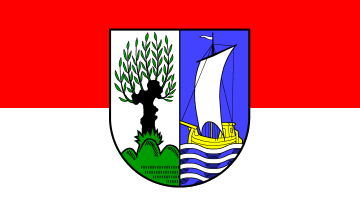
Geesthacht
Heide
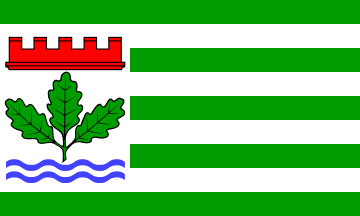
Henstedt-Ulzburg
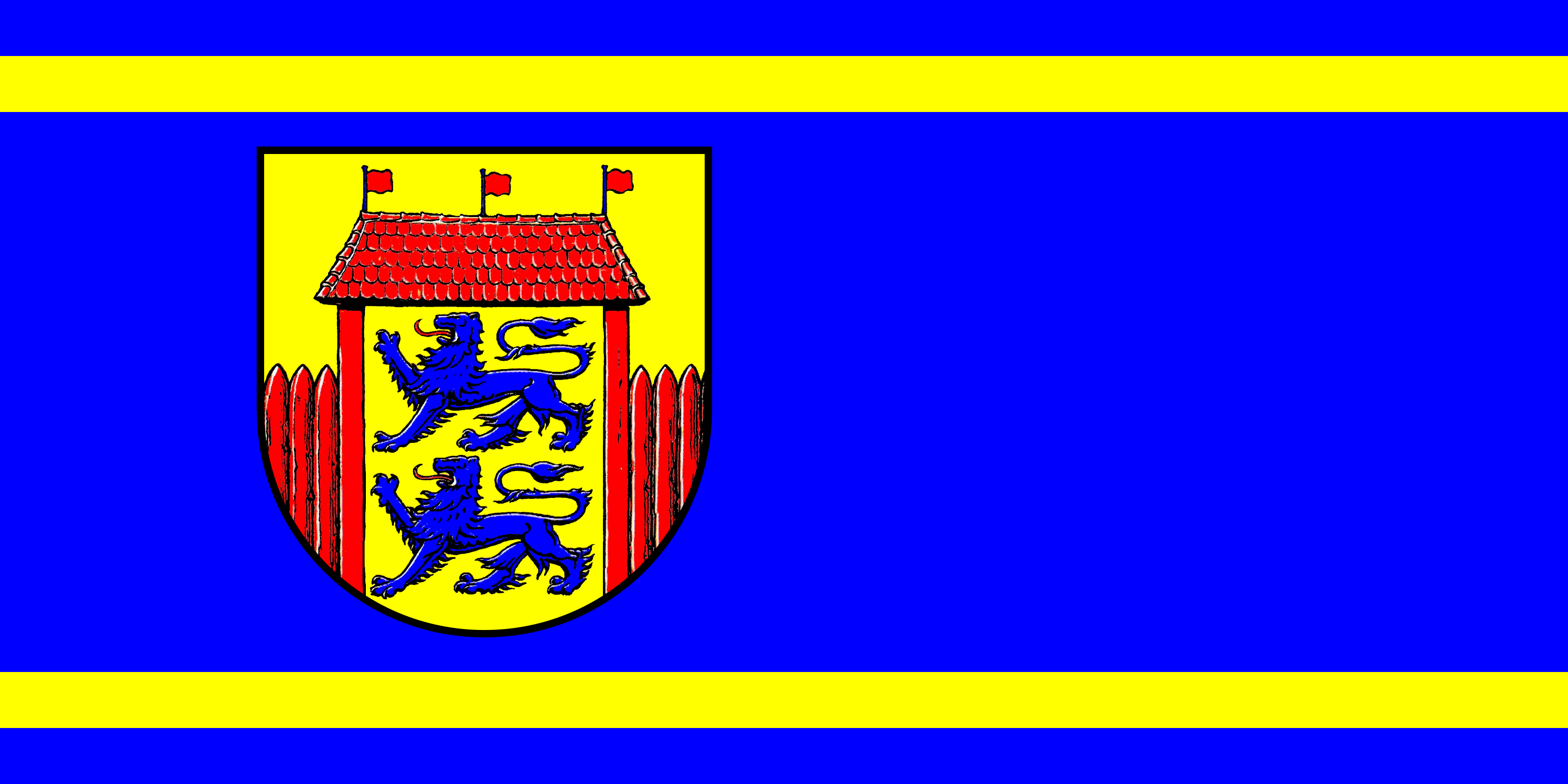
Husum
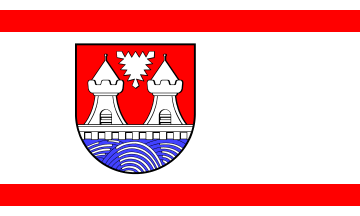
Itzehoe
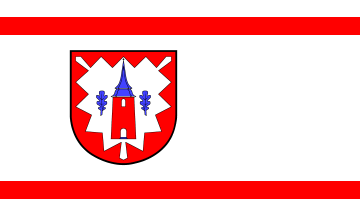
Kaltenkirchen
Kiel
Lübeck
Neumünster
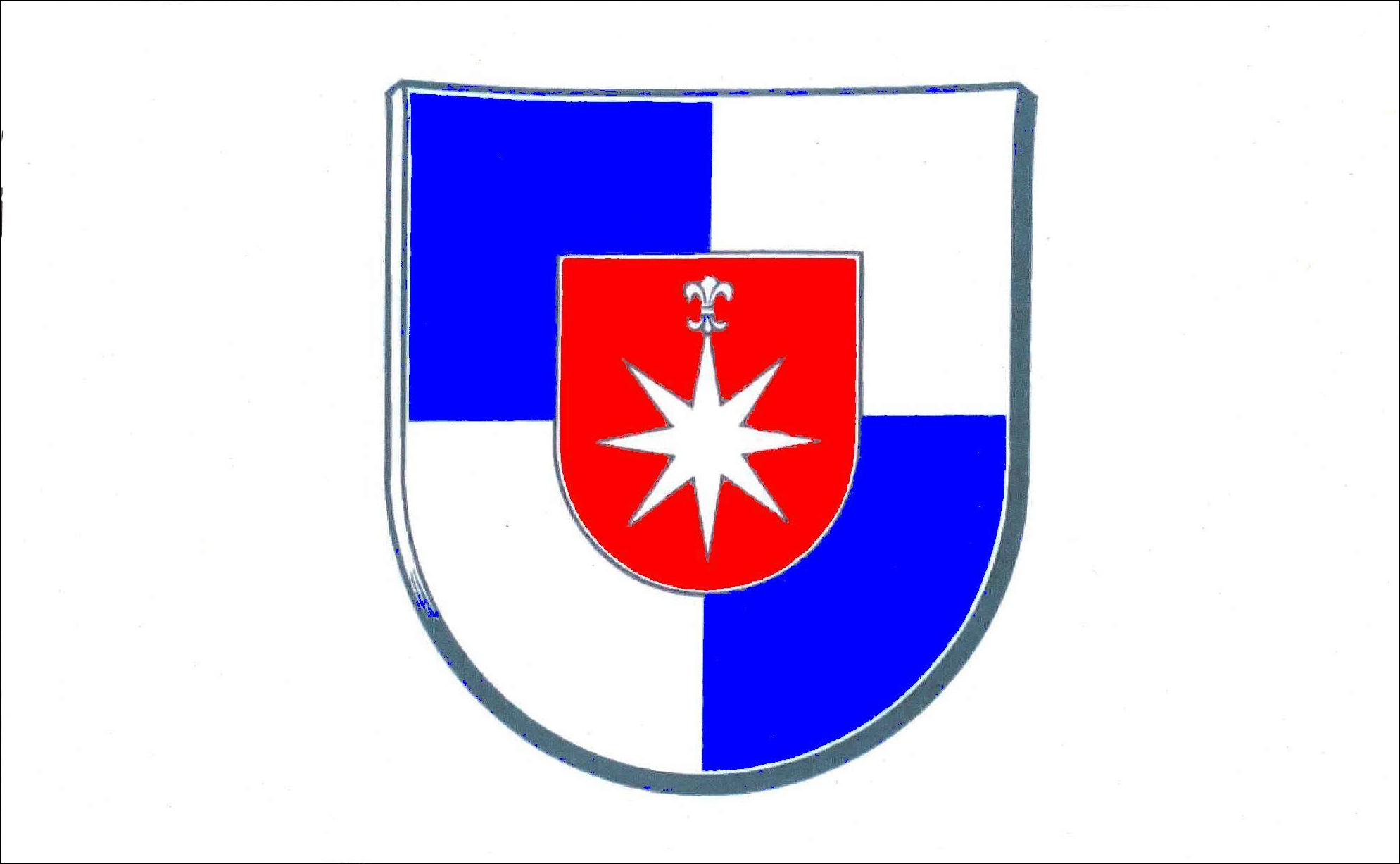
Norderstedt
Pinneberg
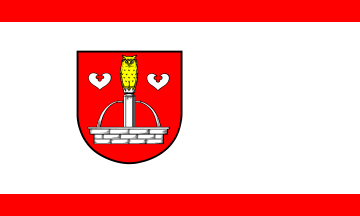
Quickborn
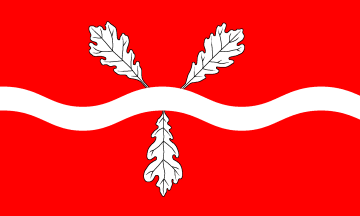
Reinbek
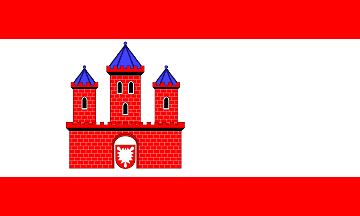
Rendsburg
Slesvig
Wedel

## Turíngia

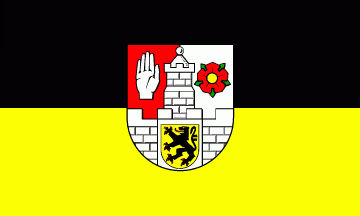
Altenburg
Apolda
Arnstadt
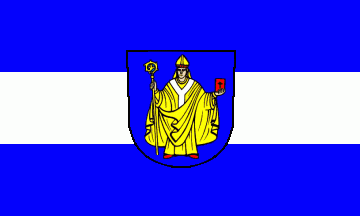
Bad Salzungen
Eisenach
Erfurt
Gera
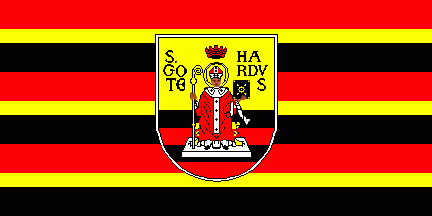
Gotha
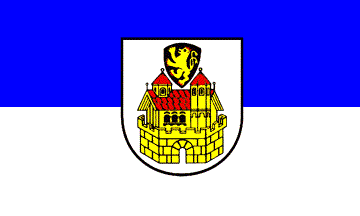
Greiz
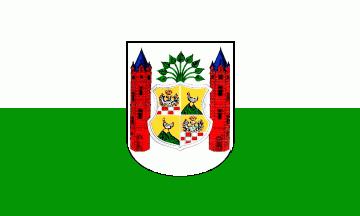
Ilmenau
Jena
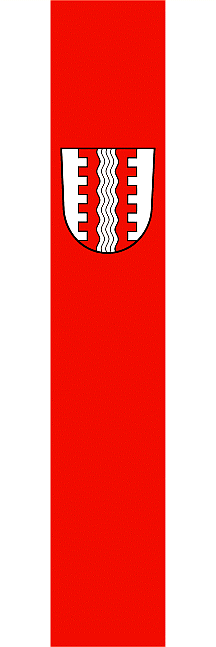
Leinefelde-Worbis
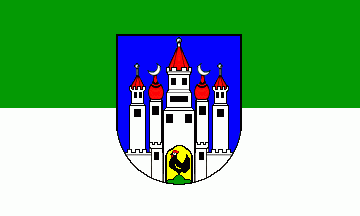
Meiningen
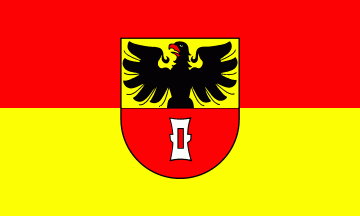
Mühlhausen
Nordhausen
Rudolstadt
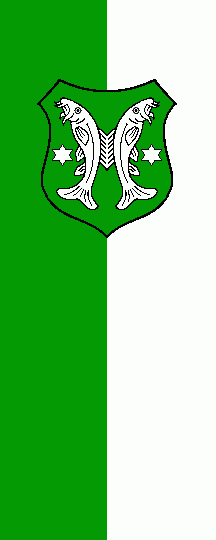
Saalfeld/Saale
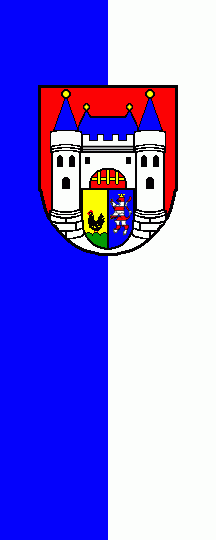
Schmalkalden
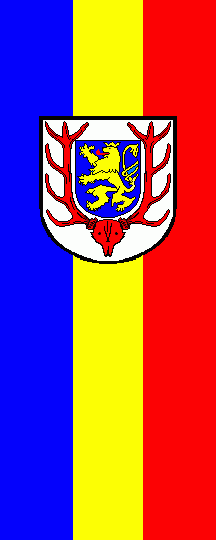
Sondershausen
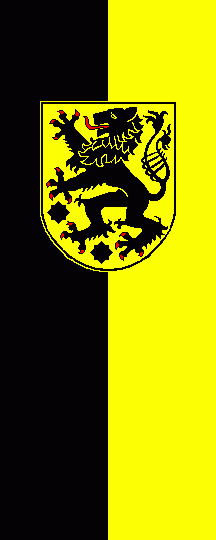
Sonneberg
Suhl
Weimar